# Kathy Shower

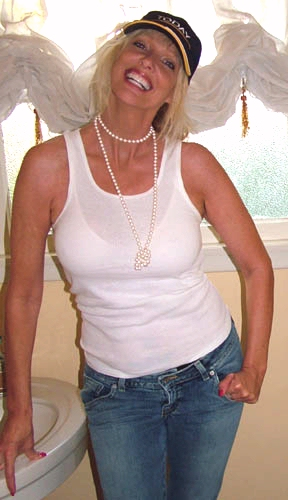
Kathy Shower, um 2005

Kathy Shower (* 8. März 1953 als Kathleen Ann Schrauer in Brookville, Ohio) ist eine US-amerikanische Schauspielerin.

## Leben
Shower begann ihre Karriere 1982 mit einer Statistenrolle in der Krimikomödie Psycho-Killer von Regisseur William Byron Hillman. Es folgten eine Reihe von Gastrollen in erfolgreichen Fernsehserien der 1980er Jahre wie Airwolf, Simon & Simon und Knight Rider. Von 1985 bis 1986 stellte sie in 46 Folgen der Seifenoper California Clan die Rolle der Janice Harrison dar.
Im Alter von 33 Jahren ließ sie sich 1985 für den Playboy ablichten. Als Miss Mai wurde sie später zum Playmate des Jahres gewählt. Im Anschluss daran war sie in einer Reihe von Videos der Playboy-Reihe zu sehen. Durch die damit verbundene Popularität gelang ihr der Sprung auf die große Leinwand, in der Folge trat sie nur noch selten im Fernsehen auf. Bei Commando Squad spielte sie 1987 die Hauptrolle, im Actionfilm von Fred Olen Ray agierte sie neben Brian Thompson und William Smith. Im darauf folgenden Jahr spielte sie eine Nebenrolle in der Horrorkomödie Monster Hospital. Sie war an der Seite von Linda Blair in Augen der Lust, neben Anna Nicole Smith in To the Limit – Zur richtigen Zeit am richtigen Ort und David Keith in Tennessee Buck – Das große Dschungelabenteuer zu sehen. Ihre bislang letzte Filmrolle datiert aus dem Jahr 2001.

## Filmografie (Auswahl)

### Film
- 1987: Commando Squad
- 1988: Monster Hospital (Frankenstein General Hospital)
- 1988: Tennessee Buck – Das große Dschungelabenteuer (The Further Adventures of Tennessee Buck)
- 1989: Augen der Lust (Bedroom Eyes II)
- 1993: American Kickboxer II (American Kickboxer 2)
- 1994: Mörderische Tarnung (A Brilliant Disguise)
- 1995: To the Limit – Zur richtigen Zeit am richtigen Ort (To the Limit)
- 1997: Spiele ohne Tabus (Erotic Boundaries)

### Fernsehen
- 1982: CHiPs
- 1982: Herzbube mit zwei Damen (Three’s Company)
- 1984: Airwolf
- 1984: Mike Hammer (Mickey Spillane’s Mike Hammer)
- 1984: Simon & Simon
- 1985: Knight Rider
- 1985–1986: California Clan (Santa Barbara)